# Jean-Baptiste Boiron
Jean-Baptiste Boiron est un homme politique français né le 26 janvier 1759 à Saint-Chamond (Loire) et mort le 8 avril 1825 au même lieu.

## Biographie
Tonnelier à Saint-Chamond, il est un partisan modéré des idées révolutionnaires. Officier municipal, il est élu suppléant à la Convention et est appelé à siéger comme député de Rhône-et-Loire le 7 août 1793, et siège avec les Girondins.

## Sources
- « Jean-Baptiste Boiron », dans Adolphe Robert et Gaston Cougny, Dictionnaire des parlementaires français, Edgar Bourloton, 1889-1891 [détail de l’édition]